# Amomum microcarpum
Amomum microcarpum är en enhjärtbladig växtart som beskrevs av Chou Fen g Liang och Ding Fang. Amomum microcarpum ingår i släktet Amomum och familjen Zingiberaceae. IUCN kategoriserar arten globalt som livskraftig. Inga underarter finns listade i Catalogue of Life.